# NHK解説委員室
NHK解説委員室（エヌエイチケイ かいせついいんしつ）は、NHK放送総局に所属する部署のひとつ。

## 概要
番組ディレクターや報道記者・アナウンサーが長年の取材経験や研究で蓄えた知識を基に、主にNHKの報道番組で最近のニュースに関する解説を行う。解説委員室として制作を行っており、レギュラーコーナーを抱えている。委員は解説以外にも番組司会や講演会などの活動もある。委員の約8割が記者出身者で占められている。退職した後も関連会社のNHKプロモーションに所属するなどして外部登用の形で解説委員室に所属する人も少なくない。
独特のイラストが描かれたパターン（フリップ）を、解説委員室が関わる番組の多くで使用している。解説委員がNHKの職員であるという立場上、その風刺の“毒”に見合うような洒脱な解説を行うとは限らない。
2006年12月からNHKオンライン内にて解説委員室の公式サイトを開設。解説委員の一覧の紹介と、テレビ放送での放送原稿（あるいは書き起こし）をブログ形式で公開している。

## 主な制作・出演番組
★：複数のチャンネルで放送される番組（2021年時点）
総合テレビ
- NHKニュース おはよう日本「ここに注目!」（2010年度より「おはようコラム」から改題。担当者はその日のラジオあさいちばん「ニュースアップ」も担当）
- ★くらし☆解説 → みみより!くらし解説→みみより!解説
- ★時論公論（Ｎらじのニュース解説と同内容。）
- 日曜討論 司会として出演
- 解説スタジアム（不定期放送で主に祝日の午前中に放送。解説委員の大部分が出演。解説委員長は進行役を務める）
- ニッポン人のギモン（解説委員が複数出演する）

Eテレ
- ★視点・論点（解説委員室が制作する「コメンタリー」番組）

ラジオ第1
- NHKマイあさラジオ「ニュースアップ」
- ごごカフェ「教えて解説委員！」
- Nらじ「ニュース解説」（時論・公論と同内容。）、コメンテーター
- ちきゅうラジオ「悠希のもっと聴きたい！」（元・解説委員が出演）

NHKワールドTV
- ASIA 7DAYS（2008年9月21日放送分で加藤青延解説委員が登場しているが、衛星第1(当時)での国内向け放送はこの日、メジャーリーグ中継のため放送されなかった）
- NHK NEWSLINE（不定期。登場する解説委員により英語または日本語でのコメントとなり、日本語でのコメントの場合は同時通訳者が英語に吹き替えている）

## これまでの解説委員室単独製作の番組
- NHKニュース解説
- あすを読む
- 双方向解説・そこが知りたい!
- 大人ドリル
- ラジオあさいちばん
- NHKラジオ夕刊
- 夜通し生解説シリーズ（解説委員全員が総出演）
  - 夜どおしナマ解説 どう読む2007年の日本と世界（2006年末特別番組。12月28日放送）
  - 真夏の夜のナマ解説 どう読む転換期の日本（2007年8月10日放送）
  - 双方向・夜どおしナマ解説 どう読む激動の2008年（2007年12月28日）

## 在籍中の解説委員
| 氏名                      | 専門分野 （2024年9月1日現在） | 出身職種 | 担当番組 （※は現在担当中）   | 略歴など                                                     |
| ------------------------- | ----------------------------- | -------- | ---------------------------- | ------------------------------------------------------------ |
| 山下毅 （解説委員長）     | 政治全般                      | 記者     | 日曜討論※ サタデーウオッチ9※ | 報道局政治部長、熊本放送局長、解説委員室特別主幹などを歴任。 |
| 飯田香織 （解説副委員長） | IT・環境・国際経済            | 記者     |                              | ロサンゼルス支局長、報道局経済部デスク                       |

### 解説委員
| 氏名                            | 専門分野 （2024年9月1日現在）                          | 出身職種     | 担当番組 （※は現在担当中）                         | 略歴など |
| ------------------------------- | ------------------------------------------------------ | ------------ | -------------------------------------------------- | --- |
| 相澤祐子                        | 国会・政党・選挙・外交・安全保障・ジェンダー・地方自治 | 記者         |                                                    | 2021年7月1日からNHK千葉放送局に所属。 |
| 安達宜正 （あだち・よしまさ）   | 政治・選挙                                             | 記者         | ニュース シブ5時 ニュース ガチモン！※              | 解説委員を経て、2018年7月より広島放送局放送部長、2021年7月より松山放送局副局長を歴任。 2023年7月よりラジオセンター長に就任し、兼任で解説委員室に復帰。解説中に右手をよく揺らすことから、愛称は「右手」。近年は男性アイドルを起用したニュース番組において、若年層向けの解説を行うことが多い。 |
| 安間英夫 （あんま・ひでお）     | ロシア・旧ソビエト・南アジア                           | 記者         | ニュース シブ5時                                   | モスクワ支局長 |
| 池田誠一                        | 社会保障・介護・年金・労働・医療・事件                 | 記者         |                                                    | 社会部記者として『無縁社会』の取材に携わった。 |
| 石川一洋 （いしかわ・いちよう)  | ロシア・中央アジア・エネルギーなど                     | 記者         |                                                    | モスクワ支局長を歴任。愛称はその風貌から「ラスプーチン」。 2023年より専門解説委員となり、NHK専属ではなくなり、民放の番組にも出演中。 |
| 出石直 （いでいし・ただし）     | 朝鮮半島・米国社会など                                 | 記者         |                                                    | ソウル支局長 |
| 伊藤雅之                        | 政治全般・選挙                                         | 記者         | 日曜討論※                                          | 解説委員、解説副委員長を経て、2023年7月～2024年8月まで解説委員長。 |
| 今井純子                        | 経済・消費者政策                                       | 記者         |                                                    | 消費生活アドバイザーやファイナンシャルプランナーの資格を保持。2児の母。2023年7月～2024年8月まで解説副委員長。 |
| 井村丈思 （いむら・たけし）     | 経済全般・企業経営                                     | 記者         |                                                    | |
| 奥谷龍太                        | 中国・米中関係                                         | 記者         |                                                    | |
| 小澤正修 （おざわ・まさなお）   | スポーツ・五輪                                         | 記者         |                                                    | |
| 梶原崇幹                        | 政治全般                                               | 記者         |                                                    | |
| 鴨志田郷                        | 欧州・国連                                             | 記者         |                                                    | ニュース制作部ニュース7編集責任者、国際部副部長 |
| 岸正浩                          | 金融・マクロ経済・社会保障・IT社会                     | 記者         |                                                    | |
| 木村祥子                        | 教育・労働・地方創生・女性活躍・事件                   | 記者         |                                                    | |
| 清永聡                          | 司法・事件事故・災害                                   | 記者         |                                                    | 松山放送局社会部副部長・ニュースデスク。司法・公文書取材のエキスパート。著書『気骨の判決』など。 |
| 楠谷遼                          | 地域問題・企業戦略                                     | 記者         |                                                    | |
| 税所玲子                        | 欧州                                                   | 記者         |                                                    | ロンドン支局長。犬語が話せるほどの犬好き。 |
| 櫻井玲子                        | 経済全般・国際金融                                     | 記者         |                                                    | 広島放送局 、経済部、ワシントン支局。ITバブル崩壊・産業再生・リーマンショックなどを取材。 |
| 佐藤庸介                        | 食料・農林水産問題、食の安全、経済外交                 | 記者         |                                                    | 札幌放送局所属。経済部（農林水産省担当） |
| 三瓶宏志                        | スポーツ・五輪・大相撲                                 | アナウンサー | スポーツ中継（大相撲など）                         | |
| 曽我英弘                        | 政治全般                                               | 記者         | 日曜討論※                                          | |
| 高橋俊雄                        | 文化・歴史・町づくり                                   | 記者         |                                                    | |
| 高橋祐介                        | 米国・東南アジア・国際テロ                             | 記者         |                                                    | |
| 高野洋                          | 朝鮮半島                                               | 記者         |                                                    | ソウル支局長 |
| 竹内哲哉                        | スポーツ・パラリンピック・福祉                         | ディレクター | ニュース シブ5時                                   | 半身麻痺のため、車椅子を使用している。障害者の立場から福祉やパラリンピックの取材を行う。 |
| 土屋敏之                        | 科学・医学・環境                                       | 記者         |                                                    | |
| 津屋尚 （つや・ひさし）         | 軍事・安全保障・海洋                                   | 記者         | Nらじ※                                             | 英国王立防衛安全保障研究所（RUSI）客員研究員、海上保安庁政策アドバイザーを歴任。 山口放送局放送部長を経て、解説委員室に復帰。 |
| 出川展恒 （でがわ・のぶひさ）   | 中東・イスラム地域                                     | 記者         |                                                    | カイロ・バグダッド・エルサレム支局長。愛称は苗字から「ヤバイヨ」。 |
| 豊田太                          | 東海・自動車                                           | 記者         |                                                    | |
| 中村幸司                        | 医療・科学・交通                                       | 記者         | みんなで科学ラボラジオ                             | 一級建築士、応急危険度判定士、地盤品質判定士、ブロック塀診断士の資格を所持。 |
| 永野博孝                        | 九州・地方経済                                         | 記者         | NHKニュースおはよう日本 おはBizコーナー※           | |
| 西銘むつみ                      | 沖縄戦・戦後処理・平和                                 | 記者         |                                                    | NHK初の沖縄出身・沖縄放送局在籍の解説委員。 |
| 二村伸                          | 中東・アフリカ・欧州・東南アジア・南西アジア           | 記者         | NHK海外ネットワーク                                | カイロ特派員、ベルリン支局長、アジア総局長、元解説副委員長 |
| 橋口和人                        | 皇室・拉致問題・事件                                   | 記者         |                                                    | |
| 広池健大                        | 東日本大震災・地域振興・災害                           | 記者         |                                                    | |
| 藤下超 （ふじした・わたる）     | 東南アジア・南アジア                                   | 記者         |                                                    | |
| 松本浩司                        | 自然災害・防災、交通                                   | 記者         | ニュース シブ5時                                   | NHKジャーナルニュースデスク |
| 神子田章博 （みこだ・あきひろ） | 財政・金融・通商・企業経営・米中経済                   | 記者         | 経済最前線 NHKニュースおはよう日本 おはBizコーナー | 経済部（自動車業界担当）、ワシントン・北京特派員経済政策・企業経営・米中貿易摩擦などを担当。 |
| 水野倫之                        | 科学技術・原子力・宇宙                                 | 記者         |                                                    | 愛称は「みずのん」。取材時に撮影した映像を放送することも多い。 ヨーロッパの地熱発電の取材では、自らが地熱による温泉に半身浴をしながら、現地の様子を説明する映像も放送された。 |
| 宮原豪一                        | 四国・災害・気象・防災教育                             | 記者         |                                                    | |
| 三輪誠司                        | IT・文化・消費者問題                                   | 記者         | ニュース シブ5時                                   | |
| 藪内潤也                        | 医療・科学・平和                                       | 記者         |                                                    | |
| 山本恵子                        | 男女共同参画・ジェンダー                               | 記者         |                                                    | |
| 山屋智香子                      | 医療・介護・社会保障                                   | 記者         |                                                    | |
| 吉川美恵子                      | 医療・科学                                             | 記者         |                                                    | |
| 米原達生 （よねはら・たつお）   | 社会保障・医療・介護・労働                             | 記者         |                                                    | 生活情報部 |

## 元・解説委員（一部）
| 氏名                              | 専門分野                       | 出身職種           | 担当番組                                                                      | 略歴、異動後の役職など |
| --------------------------------- | ------------------------------ | ------------------ | ----------------------------------------------------------------------------- | --- |
| 秋元千明                          | 安全保障                       | 記者               |                                                                               | 2012年3月で退職し、英国王立防衛安全保障研究所アジア本部所長に就任。 |
| 浅野勝人                          | 政治                           | 記者               |                                                                               | 内閣官房副長官、自由民主党参議院議員、衆議院議員。 |
| 飯野奈津子                        | 社会保障・女性問題             | 記者               | Nらじ                                                                         | 2009年4月報道局に新設の生活情報部長、2012年夏に解説委員室に一時復帰、その後2017年4月まで甲府放送局長 |
| 五十嵐公利                        | 国際政治                       | 記者               | 先読み!夕方ニュース                                                           | 現在・NHK部外解説委員、2000年から2003年まで解説委員長、ワシントン支局長やアメリカ総局長を歴任 |
| 池畑修平                          | 東アジア                       | 記者               | 国際報道                                                                      | ソウル支局長 |
| 板垣信幸                          | 経済・金融                     | 記者               |                                                                               | 経済部、ワシントン特派員 |
| 伊藤和明                          | 災害                           |                    | 夏休み子ども科学電話相談（科学一般分野）                                      | 防災情報機構会長、日本防災士機構理事、伊豆大島火山博物館名誉館長 |
| 今井義典                          | 国際政治・経済                 | 記者               | NHKニュースワイド                                                             | 2003年6月から2005年6月まで解説委員長、2008年1月30日～2011年1月29日副会長 |
| 今村啓一                          | 日本経済・国際経済             | 記者               |                                                                               | 2019年7月から2021年6月まで解説委員長。アメリカ総局長、ヨーロッパ総局長、国際放送局長。2021年7月よりNHK交響楽団理事長。                                                                                                 |
| 岩田明子                          | 政治・外交                     | 記者               | ニュース シブ5時 国際報道                                                     | ネットワーク報道部記者主幹、社会部副部長を歴任。2023年4月より、フリージャーナリストに転身。 |
| 岩本裕                            | 医学・医療                     | 記者               | 週刊こどもニュース                                                            | ラジオセンターニュースデスク |
| 植田樹 （うえだ・しげる）         | 国際政治                       | 記者               |                                                                               | 外交評論家、日ロ交流協会副会長。モスクワ特派員､ニューデリー特派員､ポーランド､イラン移動特派員を歴任 |
| 内山俊哉                          | スポーツ                       | アナウンサー       | 各種スポーツ中継                                                              | 名古屋放送局 |
| 江口義孝                          | 国際政治                       | 記者               |                                                                               | 現在・NHK情報ネットワーク株式会社バイリンガルセンター長 |
| 合瀬宏毅 （おうせ・ひろき）       | 食料・農林水産・通商交渉       | ディレクター       | たべもの新世紀、Nらじ                                                         | 元解説副委員長 |
| 太田真嗣 （おおた・しんじ）       | 政治全般                       | 記者               | 日曜討論                                                                      | |
| 緒方彰                            | アメリカ                       | 記者               |                                                                               | 解説委員長、日本ユニセフ協会評議員、評論家、2008年4月30日死去 |
| 岡村和夫                          | 政治                           | 記者               | 国会討論会                                                                    | 解説委員長、評論家、2012年9月6日死去 |
| 小浜維人 （おばま・これひと）     | 政治                           | 記者               | ニュースセンター9時                                                           | 解説委員長、1999年9月24日死去 |
| 臥雲義尚 （がうん・よしなお）     | 政治・外交・地方論             | 記者               | ニュース シブ5時 ジセダイの逸材 日曜討論                                      | 遊軍プロジェクト長、現在は長野県松本市長 。 |
| 影山日出夫                        | 政治                           | 記者               | 日曜討論                                                                      | 解説副委員長、2010年8月12日死去 |
| 加藤青延                          | 中国・東アジア                 | 記者               |                                                                               | 中国総局長。長年に渡り中国担当解説委員を務めた。解説の際に独特の抑揚をつけて語ることから、講談師との異名をとる。 |
| 鎌田靖                            | 社会                           | 記者               | 週刊こどもニュース 追跡!AtoZ                                                  | 元解説副委員長。現在はフリージャーナリストとして活動。 |
| 神志名泰裕 （かしな・やすひろ）   | 政治                           | 記者               | 日曜討論 （不定期）                                                           | 2005年6月から3年間解説委員長 |
| 柏倉康夫                          | ヨーロッパ                     | 記者               |                                                                               | 現在・放送大学名誉教授 |
| 刈屋富士雄                        | スポーツ                       | アナウンサー       | 大相撲中継他スポーツ全般                                                      | NHKを代表するスポーツアナウンサー。2017年6月まではアナウンス室兼務。 2020年5月1日より立飛ホールディングス執行役員スポーツプロデューサーに就任。                                                                        |
| 河崎曽一郎                        | 政治                           | 記者               |                                                                               | 現在・政治評論家 |
| 小出五郎                          | 科学                           | ディレクター       | 夏休み子ども科学電話相談（環境分野）                                          | 日本科学技術ジャーナリスト会議会長、大妻女子大学家政学部ライフデザイン学科教授を歴任。2014年1月18日死去 |
| 河野憲治                          | 国際全般・アメリカ             | 記者               | ワールドWaveトゥナイト ニュースウオッチ9                                      | ワシントン特派員、ロサンゼルス・テヘラン・ワシントン支局長、国際部統括デスク、国際部長、アメリカ総局長。 入局以来、海外駐在歴20年以上。2021年7月から2023年6月まで解説委員長。                                          |
| 小林和男                          | ロシア                         | 記者               | 海外ウィークリー                                                              | 作新学院大学総合政策学部教授 |
| 小宮英美                          | 社会保障                       | ディレクター       |                                                                               | NHK国際放送局チーフディレクター |
| 小宮山洋子                        | 社会福祉                       | アナウンサー       |                                                                               | 民主党衆議院議員、内閣府特命担当大臣（少子化対策担当）、厚生労働大臣、参議院議員 |
| 坂本二郎                          | 未来学                         | 経済学者           |                                                                               | 一橋大学教授、中央教育審議会臨時委員、国際商科大学教授 |
| 迫田朋子                          | 医療・教育                     | アナウンサー       |                                                                               | NHK番組制作局教育番組センターチーフディレクター |
| 寒川由美子                        | 事件・事故・社会・薬物問題     | 記者               |                                                                               | 名古屋放送局デスク |
| 島田敏男                          | 政治                           | 記者               | 日曜討論                                                                      | 解説副委員長を経て、2018年6月より名古屋放送局長 |
| 嶋津八生 （しまづ・はちなり）     | エネルギー・環境・アジア経済   | 記者               |                                                                               | シンガポール支局長 原発推進 |
| 城本勝                            | 政治                           | 記者               | 日曜討論 （不定期）                                                           | 日本国際放送社長 |
| 関口博之                          | 経済政策・企業経営             | 記者               | 経済羅針盤 経済ワイド ビジョンe NHKニュースおはよう日本 おはBizコーナー Nらじ | 2011年6月24日から北九州放送局長、2013年夏に解説委員復帰。元解説副委員長 |
| 園田矢 （そのだ・ただし）         | 国際政治                       | 記者               | NHKニュース21 先読み!夕方ニュース （隔週）                                    | 東海大学特任教授。定年後も長く外部委員として勤務した。 |
| 高島肇久 （たかしま・はつひさ）   | 国際政治                       | 記者               | NHKニュース21                                                                 | 日本国際放送社長、外務報道官、外務省参与、海外通信・放送・郵便事業支援機構会長、1996年から2000年まで解説委員長。 |
| 高柳雄一                          | 科学                           | ディレクター       | 夏休み子ども科学電話相談（科学一般分野）                                      | 多摩六都科学館館長。 |
| 田中正良                          | 国際情勢全般                   | 記者               | ニュースウオッチ9                                                             | ワシントン支局長。2021年4月よりニュースウオッチ9キャスターに就任。 |
| 田畑彦右衛門                      | 社会・時事                     | 記者               | 600 こちら情報部 クイズ百点満点                                               | 社会評論家、三重県総合文化センター総長。 |
| 塚本壮一                          | 朝鮮半島                       | 記者               | ニュース シブ5時                                                              | ソウル支局長、2019年4月より桜美林大学教授。 |
| 寺内正義                          | 中東                           |                    |                                                                               | 現在・国際ジャーナリスト |
| 道傳愛子 （どうでん・あいこ）     | 東南アジア・途上国開発の課題   | アナウンサー       | NHK NEWSLINE                                                                  | 国際局プロデューサー |
| 永井多恵子                        | 経済                           | アナウンサー       | 永井多恵子のあなたとNHK                                                       | 元NHK副会長 |
| 中村靖彦                          | 食料・農政                     | 記者               |                                                                               | 現在・農政ジャーナリスト、食品安全委員会委員、女子栄養大学客員教授、東京農業大学客員教授 |
| 中谷日出 （なかや・ひで）         | 芸術文化・デジタル関連全般     | ディレクター       | デジスタ・ティーンズ                                                          | アートディレクター、『三つのたまご』ロゴの生みの親。 |
| 名越章浩                          | 文化全般・世界遺産・東京都政   | 記者               |                                                                               | 元瀬戸内海放送アナウンサー |
| 西川吉郎 （にしかわ・よしお）     | 国際政治                       | 記者               | Nらじ                                                                         | パリ、ワシントン各支局長、中国総局長、2014年7月～2019年6月まで解説委員長。 |
| 西川龍一 （にしがわ・りゅういち） | 教育・地方自治・社会           | 記者               | Nらじ                                                                         | 沖縄放送局副局長。関東ラグビー協会公認B級レフェリーの資格を持つ。 |
| 西原譲一                          | 政治                           | 記者               |                                                                               | ニュースウオッチ9編責 |
| 西田善夫                          | スポーツ                       | アナウンサー       |                                                                               | 元・横浜国際総合競技場長 |
| 野原明                            | 教育                           | 記者               |                                                                               | 現在・文化女子大学総合教養系教授兼文化女子大学附属杉並中学校・高等学校校長 |
| 長谷川浩                          | 政治                           | 記者               |                                                                               | 解説委員主幹、2001年10月15日死去 |
| 原田暁                            | 社会保障                       | 記者               |                                                                               | 社会保障問題評論家 |
| 平沢和重                          | 国際政治                       | 外務省外交官       |                                                                               | 外交評論家、1977年死去 |
| 平野次郎                          | 国際政治                       | 記者               | NHKニュースTODAYほか                                                          | 学習院女子大学国際文化交流学部特別専任教授 |
| 平山健太郎                        | 中近東                         |                    |                                                                               | 白鷗大学総合研究所客員教授 |
| 藤澤秀敏                          | 米国                           | 記者               | NHKニュース9、 BS23ワールドニュース、 ニュースウオッチ9（代理）               | 2008年6月から2012年6月まで解説委員長を務めた。 |
| 藤田太寅 （ふじた・たかのぶ）     | 経済                           | 記者               | NHKニュースTODAY、NHKニュース11（第1期）                                      | 関西学院大学総合政策学部教授 |
| 藤吉洋一郎                        | 災害                           | 記者               |                                                                               | 大妻女子大学文学部教授、特定非営利活動法人日本防災士機構参与 |
| 別府正一郎                        | 国連・南北アメリカ・ヨーロッパ | 記者               |                                                                               | ヨハネスブルグ支局長(2018年7月1日付)、カイロ支局特派員、ドバイ支局長 |
| 堀家春野                          | 社会保障・医療・介護           | 記者               | ニュース シブ5時                                                              | |
| 前田一郎                          | 政治                           | 記者               |                                                                               | 政治評論家 |
| 正延知行 （まさのぶ・ともゆき）   | 日本外交・政治                 |                    |                                                                               | 名古屋放送局報道部長 |
| 増田剛 （ますだ・つよし）         | 政治                           | 記者               |                                                                               | 国際局 |
| 村田幸子                          | 社会福祉                       | アナウンサー       |                                                                               | 福祉ジャーナリスト |
| 村田英明                          | 社会保障・医療・福祉・労働     | 記者               |                                                                               | NHK放送文化研究所 |
| 室山哲也                          | 科学全般・医学・環境           | 記者               | 科学大好き土よう塾                                                            | 2018年10月末で定年退職。 |
| 目黒英一                          | 経済                           | 記者               | NHKビジネスライン                                                             | 広島局放送部長 |
| 持田直武                          | 米国、朝鮮半島                 |                    |                                                                               | |
| 柳澤秀夫                          | 中東・アフリカ                 | 記者               | ニュースウオッチ9 あさイチ                                                    | カイロ支局長。2012年6月15日より2014年6月まで解説委員長。2018年9月30日付で退職し、フリージャーナリストに転身。 |
| 山崎登                            | 災害                           | アナウンサー・記者 |                                                                               | 元解説副委員長。国士館大学教授 |
| 山本孝                            | 政治                           | 記者               | 日曜討論                                                                      | 徳島文理大学教授 |
| 山本浩                            | スポーツ                       | アナウンサー       |                                                                               | 2007年途中まではアナウンサー兼務。法政大学スポーツ健康学部教授、日本相撲協会再発防止検討委員会委員、 |
| 横島庄治                          | 都市行政・都市経営・交通・環境 | 記者               | 特報首都圏                                                                    | 解説委員主幹、高崎経済大学地域政策学部教授、特定非営利活動法人環境システム研究会理事長、 社会資本整備審議会委員、東京都廃棄物審議会会長、群馬県環境懇話会座長                                                          |
| 吉村秀實 （よしむら・ひでみ）     | 災害                           | 記者               | ニュースセンター850、週刊ハイビジョンニュースほか                             | 解説委員主幹・富士常葉大学環境防災学部教授、現在・防災評論家、フリージャーナリスト。 内閣府原子力安全委員会原子力施設等防災専門部会委員、 財団法人都市防災研究所理事、スターバックスコーヒージャパン株式会社常勤監査役 |